# ストューカス・美香子
ストューカス・美香子（ストューカス・みかこ、1990年11月28日 - ）は、アメリカ合衆国マサチューセッツ州ボストン出身の女性モデル。プラチナムプロダクションに所属していた。
本名：ストューカス・マーガレット・美香子（ストューカス・マーガレット・みかこ/Mikako Margaret Stukas）。
血液型はO型。妹はチャオ ベッラ チンクエッティの岡田ロビン翔子、義弟は声優の山寺宏一（2021年6月に翔子と結婚した）。

## 略歴
- 2007年10月28日 - ミスアジアの決勝大会に日本代表として出場し、香港や台湾、中国の本土、インド、ベトナムなどの美女たちに混じって輝きを競い合った。
- 2010年 - プラチナムプロダクションに所属し、同年8月12日にオフィシャルブログを開設。

## 出演

### テレビ番組
- ビートたけしのTVタックル（2011年1月10日）